# Кімхе
Кімхе (кор. 김해시, 金海市, Gimhae-si, Kimhae-si) — місто в південнокорейській провінції Південна Кьонсан. Є рідним містом клану Кім, аристократичної лінії, що бере свій початок від правлячої еліти ранньокорейської держави Кимгван Кая. Місто відоме своїми історичними пам'ятками держав Пьонхан і Кимгван Кая.

## Історія
Історія Кімхе починається з утворення племінних союзів Кая на його сучасній території. 542 року Кая була захоплена державою Сілла, й на території Кімхе виник повіт Кимгван. 756 року Кимгван було перейменовано на Кімхе (Кімхе Согьон). За часів держави Корьо 971 року Кімхе отримав статус бу. Майже за тисячу років, наприкінці існування держави Чосон Кімхе отримав статус повіту (кун). Статус міста (сі) було отримано 10 травня 1995 року.

## Географія
Кімхе розташований на південному сході Корейського півострова. На сході та південному сході межує з Пусаном і Янсаном, на заході — з Чханвоном, на півночі — з Міряном. Ландшафт гористий на заході та відносно рівнинний на сході.

## Адміністративний поділ
Кімхе адміністративно поділяється на 1 ип, 7 мьонів і 9 тонів (донів):
| Назва           | Хангиль    | Площа, км² | Населення, осіб | Внутрішній поділ |
| --------------- | ---------- | ---------- | --------------- | ---------------- |
| Чиньонип        | 진영읍     | 59,95      | 9 039           | 11 рі            |
| Сенніммьон      | 생림면     | 59,95      | 9 039           | 11 рі            |
| Танвольмьон     | 단월면     | 107,94     | 3 109           | 9 рі             |
| Тедонмьон       | 대동면     | 102,24     | 12 024          | 13 рі            |
| Халліммьон      | 한림면     | 59,49      | 11 166          | 12 рі            |
| Чан'юмьон       | 장유면     | 35,08      | 108 630         | 12 рі            |
| Чіллемьон       | 진례면     | 44,83      | 8 780           | 10 рі            |
| Чучхонмьон      | 주촌면     | 39,69      | 32 912          | 13 рі            |
| Неведон         | 내외동     | 5,35       | 88 483          |                  |
| Пувондон        | 부원동     | 2,06       | 7 645           |                  |
| Пукпудон        | 북부동     | 13,92      | 74 622          |                  |
| Пурамдон        | 불암동     | 2,59       | 9 371           |                  |
| Самандон        | 삼안동     | 11,29      | 45 077          |                  |
| Тонсандон       | 동상동     | 37,91      | 4 841           |                  |
| Хвальчхондон    | 활천동     | 5,88       | 45 814          |                  |
| Хвехьондон      | 회현동     | 1,14       | 9 679           |                  |
| Чхільсансобудон | 칠산서부동 | 20,05      | 9 638           |                  |

## Туризм і пам'ятки
- Національний музей Кімхе. Експозицію присвячено в основному спадщині корейської протодержави Кая[3]
- Астрономічна обсерваторія Кімхе. Розташована на горі Пунсонсан. Загальна площа комплексу — близько 7 тис. м². Обсерваторія відкрита для відвідування туристами[4]
- Будинок-музей колишнього президента Південної Кореї Но Му Хьона. Розташований у містечку Понсанні[5]
- Культурний фестиваль Кая, присвячений культурній і фольклорній спадщині стародавнього племінного союзу Кая[6][7]
- Могила короля Суро
- Могила королеви Хо
- Пагорб Куджибон
- Археологічні пам'ятки в Понхвандоні
- Фортеця Пунсансон
- Буддійський монастир Инхаса
- Північна брама Кімхеипсона
- Тематичний парк історії Кая
- Конфуціанська школа Кімхехянгьо
- Могильні кургани в Тесондоні

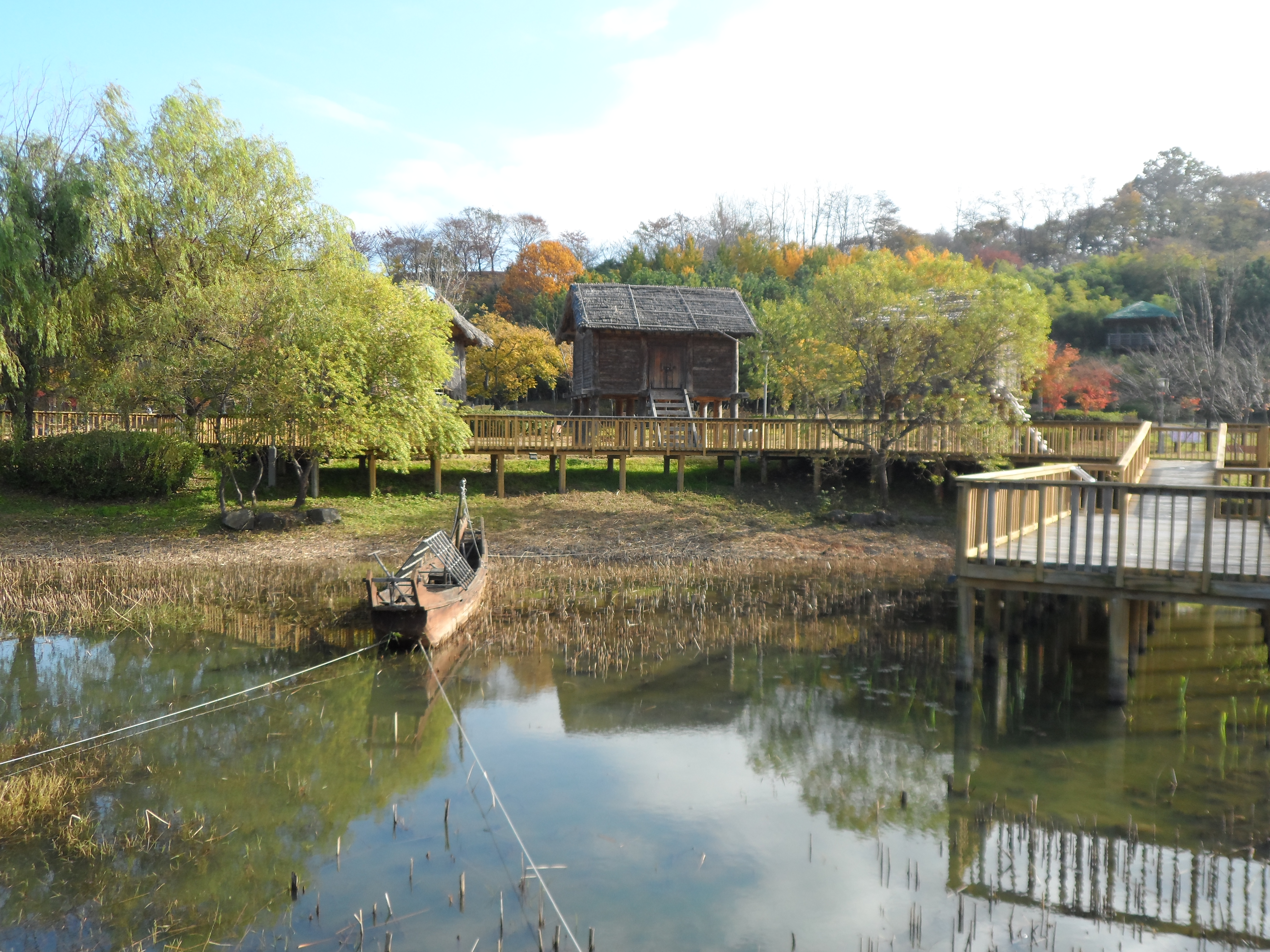
Археологічні пам’ятки у Понхвандоні
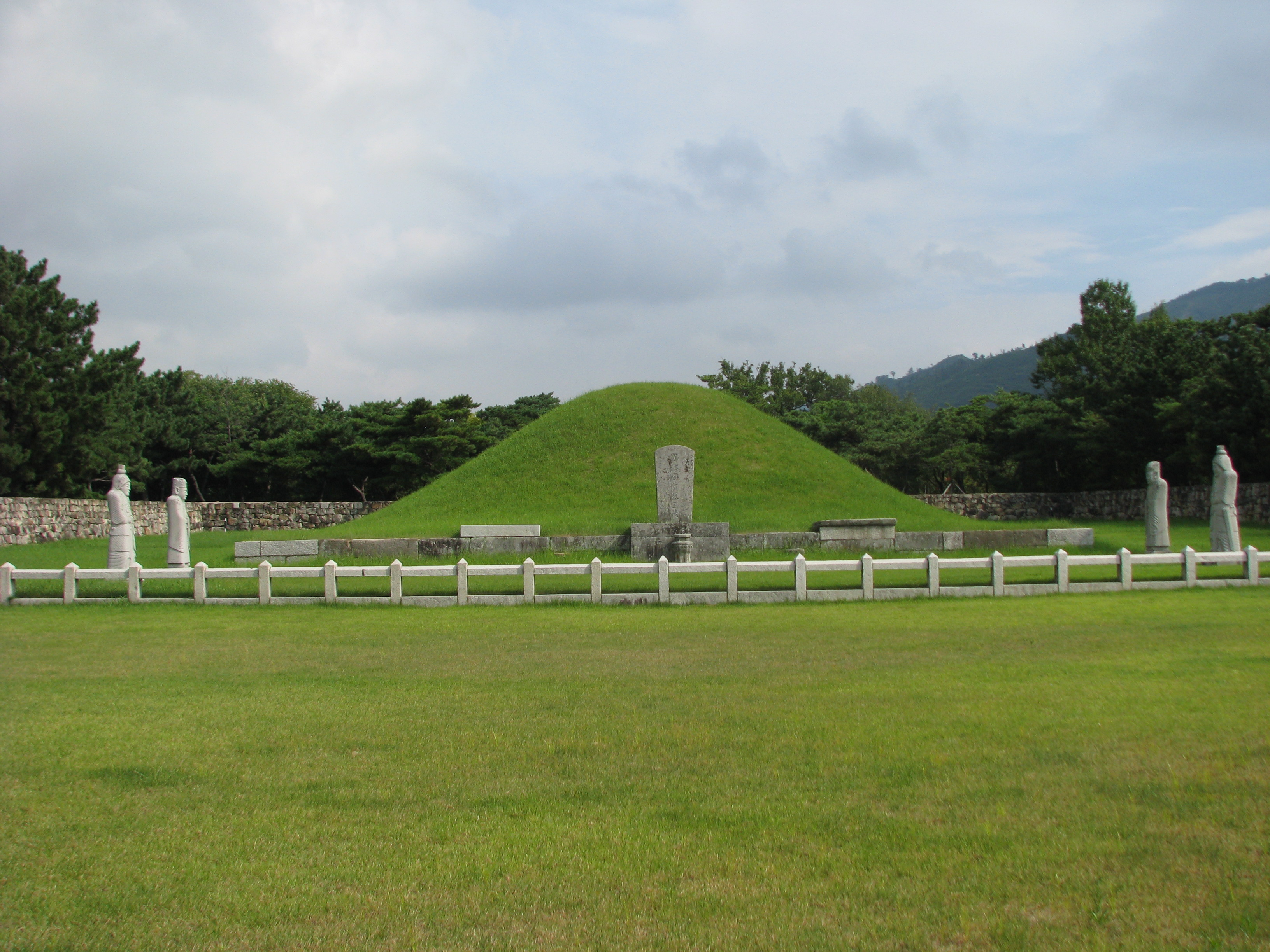
Гробниця короля Суро
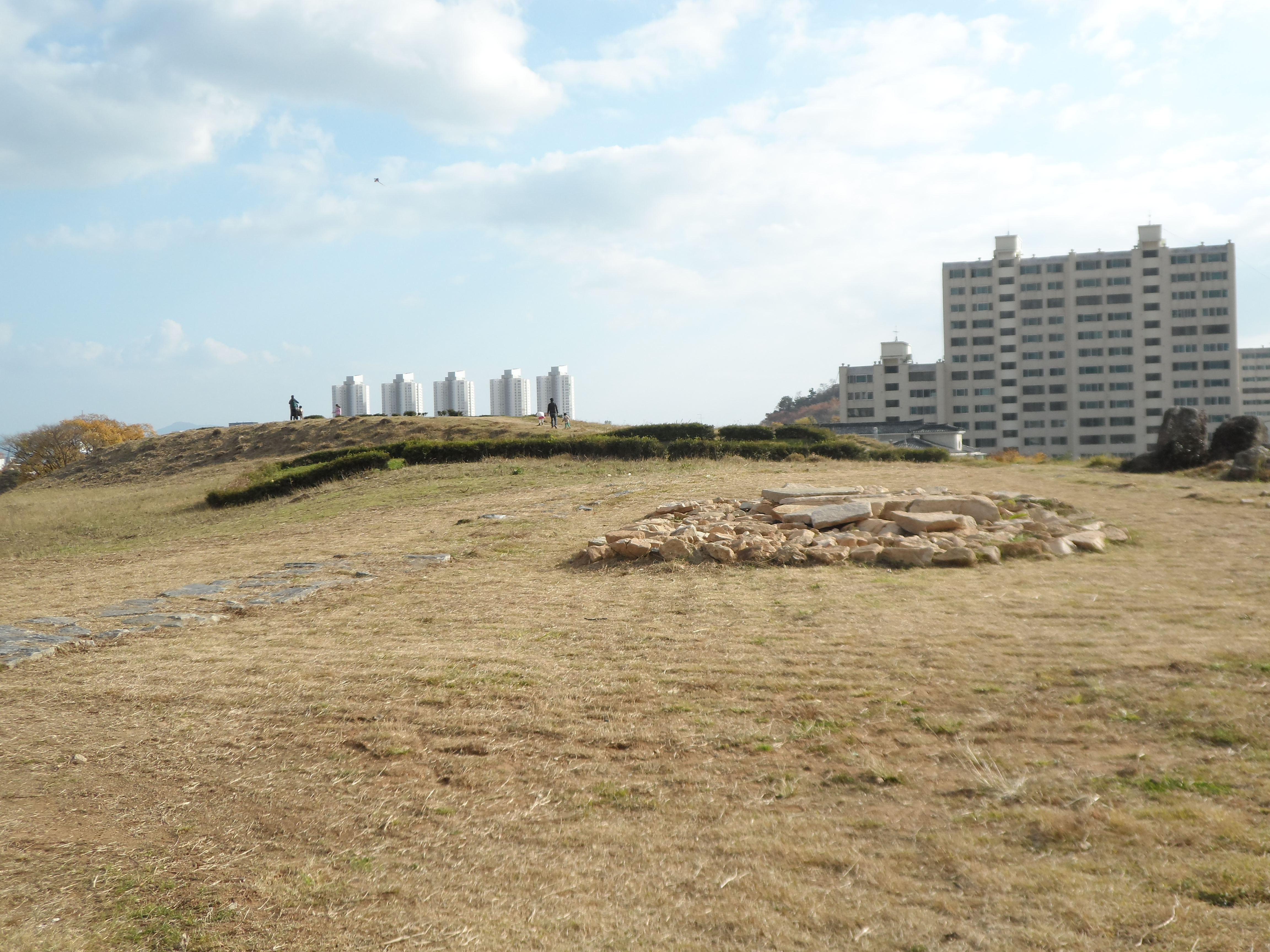
Могильні кургани в Тесондоні

## Символи
Як і решта міст і повітів Південної Кореї, Кімхе має низку символів:
- Дерево: гінкго
- Квітка: квітка сливи
- Птах: сорока
- Маскот: черепашка Хедон, персонаж міфів про стародавнє королівство Карак

## Міста-побратими
Кімхе має низку міст-побратимів:
- Мунаката, префектура Фукуока, Японія (1992)
- Б'єнхоа, провінція Донгнай, В'єтнам (1996)
- Сейлем, штат Орегон, США (1997)
- Лейквуд, штат Вашингтон, США
- Лайсі, провінція Шаньдун, Китай (1997)
- Усі, провінція Цзянсу, Китай (2005)
- Айодх'я, штат Уттар-Прадеш, Індія (2000)